# DSP-2230
DSP-2230 là một thuốc chẹn kênh natri điện áp chọn lọc phân tử nhỏ Nav1.7 và Nav1.8 đang được phát triển bởi Dainippon Sumitomo Pharma để điều trị đau thần kinh. Kể từ tháng 6 năm 2014, đó là trong các thử nghiệm lâm sàng giai đoạn I/giai đoạn II.